# Século VIII
O século VIII começou em 1 de Janeiro de 701 e terminou em 31 de Dezembro de 800.
A costa do Norte da África e da Península Ibérica rapidamente caiu sob o domínio árabe islâmico. A expansão para o oeste do Califado Omíada foi notoriamente interrompida no Cerco de Constantinopla pelo Império Romano do Oriente e na Batalha de Tours pelos Francos. A maré de conquistas árabes chegou ao fim em meados do século VIII.
Na Europa, no final do século, os vikings, povos marítimos da Escandinávia, começaram a invadir as costas da Europa e do Mediterrâneo, e seguiram para fundar vários reinos importantes.
Na Ásia, o Império Pala é fundado em Bengala. A dinastia Tang atinge seu ápice sob o imperador chinês Xuanzong. O período Nara começa no Japão.

## Eventos
- 710 - Fundação de Batán Grande, capital da Cultura lambayeque, no norte do atual Peru (transferida para Tucume em 1100).

## Décadas e anos
| Década de 690 | 690 | 691 | 692 | 693 | 694 | 695 | 696 | 697 | 698 | 699 |
| Década de 700 | 700 | 701 | 702 | 703 | 704 | 705 | 706 | 707 | 708 | 709 |
| Década de 710 | 710 | 711 | 712 | 713 | 714 | 715 | 716 | 717 | 718 | 719 |
| Década de 720 | 720 | 721 | 722 | 723 | 724 | 725 | 726 | 727 | 728 | 729 |
| Década de 730 | 730 | 731 | 732 | 733 | 734 | 735 | 736 | 737 | 738 | 739 |
| Década de 740 | 740 | 741 | 742 | 743 | 744 | 745 | 746 | 747 | 748 | 749 |
| Década de 750 | 750 | 751 | 752 | 753 | 754 | 755 | 756 | 757 | 758 | 759 |
| Década de 760 | 760 | 761 | 762 | 763 | 764 | 765 | 766 | 767 | 768 | 769 |
| Década de 770 | 770 | 771 | 772 | 773 | 774 | 775 | 776 | 777 | 778 | 779 |
| Década de 780 | 780 | 781 | 782 | 783 | 784 | 785 | 786 | 787 | 788 | 789 |
| Década de 790 | 790 | 791 | 792 | 793 | 794 | 795 | 796 | 797 | 798 | 799 |
| Década de 800 | 800 | 801 | 802 | 803 | 804 | 805 | 806 | 807 | 808 | 809 |